# Аргироксифиум
Аргироксифиум (лат. Argyroxiphium) — небольшой род из семейства Астровые (Asteraceae), включающий в себя 5 видов. Эндемик Гавайских островов.
На местном языке название растения произносится как «ahina-hina», что в переводе означает «серый-серый».
Род очень близок к двум другим родам, также эндемичным для Гавайских островов, — Dubautia и Wilkesia.

## Описание
Кустарники или карликовые кустарники, формирующие розетки. Имеют одиночные, крупные розетки, коротко ветвистые розетки или широкие стелющиеся побеги.
Стебель короткий, древесноволокнистый.
Листья узколанцетные. Окраска средне-зелёная, серебристая из-за мелких белых волосков. Эти волоски, по-видимому, защищают лист от интенсивной солнечной радиации и способствуют сохранению влаги. На листьях растения Argyroxiphium grayanum, встречающегося в сырых лесах и на болотах, опушения нет.
Соцветие — метёлка, с кольцом пестичных цветков и около 30—600 дисковых цветков.
Растение цветёт один раз и после образования семян погибает. Цветение проходит обычно в июне — июле.
Окраска венчика варьирует от пурпурного к красноватому или жёлтому с темными пыльниками. Цветёт в возрасте 5—20 лет.

## Ареал
Эндемики Гавайских островов. Произрастают только на острове Мауи на высоте от 1800 до 3000 метров.
Произрастает в разнообразных местах: на застывшей лаве, в сухих кустарниках и редколесьях, в сырых лесах и на болотах, на сухих альпийских склонах кратера Халеакала.

## Виды
По информации базы данных The Plant List, род включает 6 видов:
- Argyroxiphium caliginis C.N.Forbes
- Argyroxiphium grayanum (Hillebr.) O.Deg.
- Argyroxiphium × kai D.D.Keck
- Argyroxiphium kauense (Rock & M.Neal) O.Deg. & I.Deg.
- Argyroxiphium sandwicense DC.
- †Argyroxiphium virescens Hillebr. (вымер в голоцене)